# هامبورگ وادن زا ناتسیونال پارک
هامبورگ وادن زا ناتسیونال پارک (به آلمانی: Nationalpark Hamburgisches Wattenmeer) یک منطقهٔ مسکونی در آلمان است که در Hamburg-Mitte واقع شده‌است.